# Bouzid Mahyouz
Bouzid Mahyouz (13 gennaio 1952) è un ex calciatore algerino, di ruolo difensore.

## Carriera
Ha rappresentato la Nazionale algerina alla Coppa d'Africa 1980 e alle Olimpiadi dello stesso anno, collezionando 6 presenze.

## Palmarès

### Club

#### Competizioni nazionali
- Campionato algerino: 5

MC Alger: 1972, 1975, 1976, 1978, 1979
- Coppa d'Algeria: 3

MC Alger: 1971, 1973, 1976

#### Competizioni internazionali
- CAF Champions League: 1

MC Alger: 1976